# Contre-monumentalisme
Le contre-monumentalisme (ou l'anti-monumentalité) est un mouvement artistique informel et protéiforme, apparu au cours de la seconde moitié du XXe siècle, inscrit dans les champs de la sculpture, de l'architecture et de l'urbanisme. Ses propositions visent à offrir des alternatives au monumentalisme (en) comme à l'oubli, l'invisibilisation, la perte de sens ou la destruction d’œuvres, de bâtiments ou de sites monumentaux préexistants.

## Histoire
Le terme contre-monument est apparu sous la plume du chercheur américain James E. Young (de) au début de la décennie 1990 pour désigner des œuvres commémoratives de la Shoah émergeant en Allemagne dans la seconde moitié du XXe siècle, en réaction notamment à l’expression monumentale du nationalisme et de la dictature.

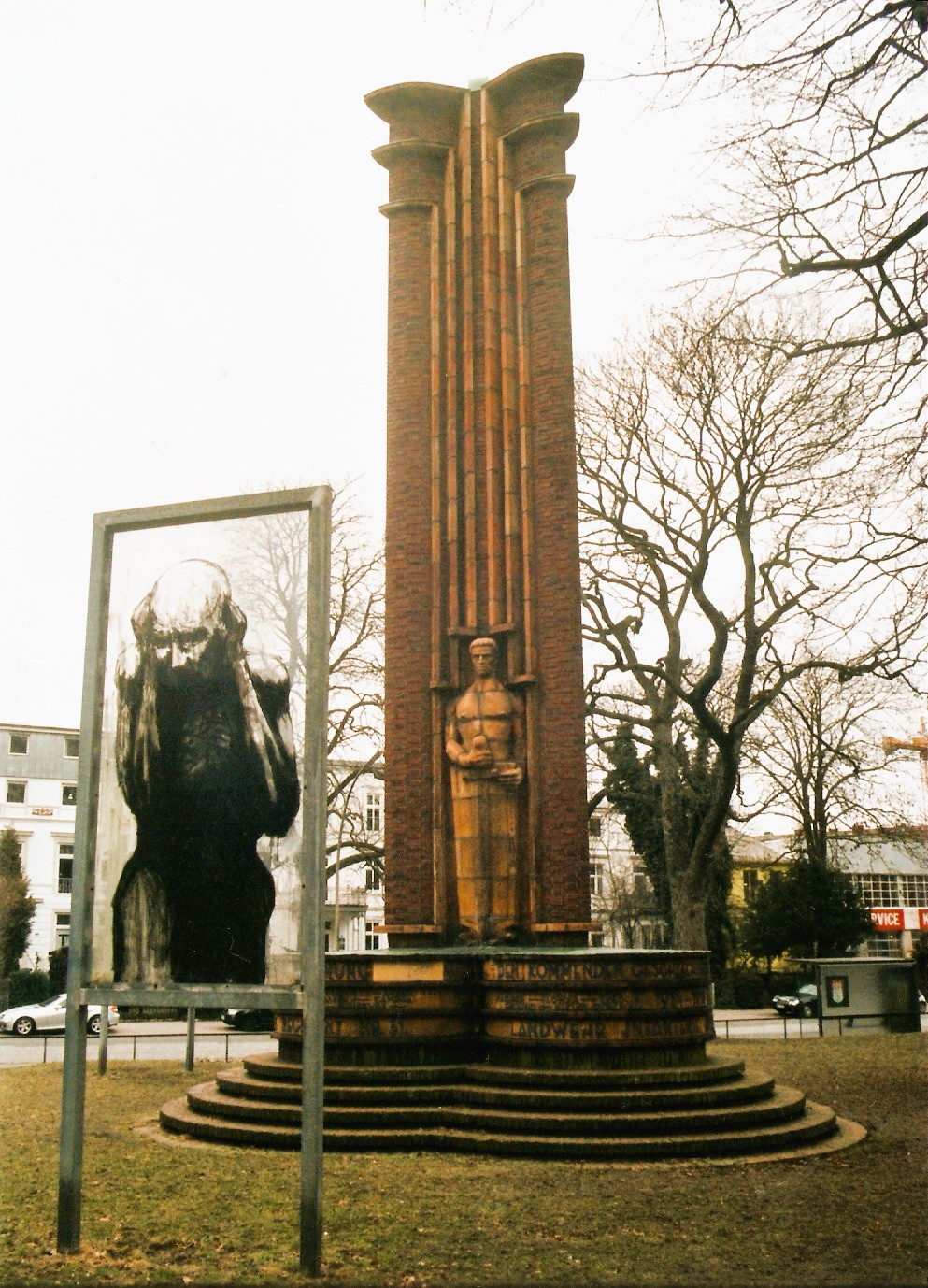
Hambourg, monument aux morts du sculpteur August Henneberger, 1925, et, au premier plan, contre-monument de Rainer Tiedje, 1996.

Mais son domaine d'opérabilité s’ouvre rapidement pour recouvrir à la fois des installations adoptant une stratégie anti-monumentale contre les principes traditionnels de la monumentalité institutionnelle ou officielle et d'autres, conçues pour interpeler, contester et s’opposer aux valeurs portées par un monument particulier.
Aux États-Unis ou ailleurs, il peut ainsi participer à inscrire dans une historicité nouvelle et critique des œuvres paraissant complaisantes à l'égard de leur connotation belliciste, esclavagiste, ségrégationniste, raciste, stigmatisante pour telle ou telle catégorie sociale. Des propositions comme celle de l'artiste urbain britannique Banksy à l’égard de la statue du négrier, négociant et mécène anglais Edward Colston à Bristol (Royaume-Uni) s’inscrivent dans cette perspective.
Dans tous ces cas, le contre-monumentalisme s’oppose radicalement à la destruction pure et simple ou l’oubli des œuvres premières, de leur vocation mémorielle ou propagandiste, de l’Histoire, l’époque et l'esthétique du moment de l’histoire de l’Art dans lesquelles elles avaient été dessinées.

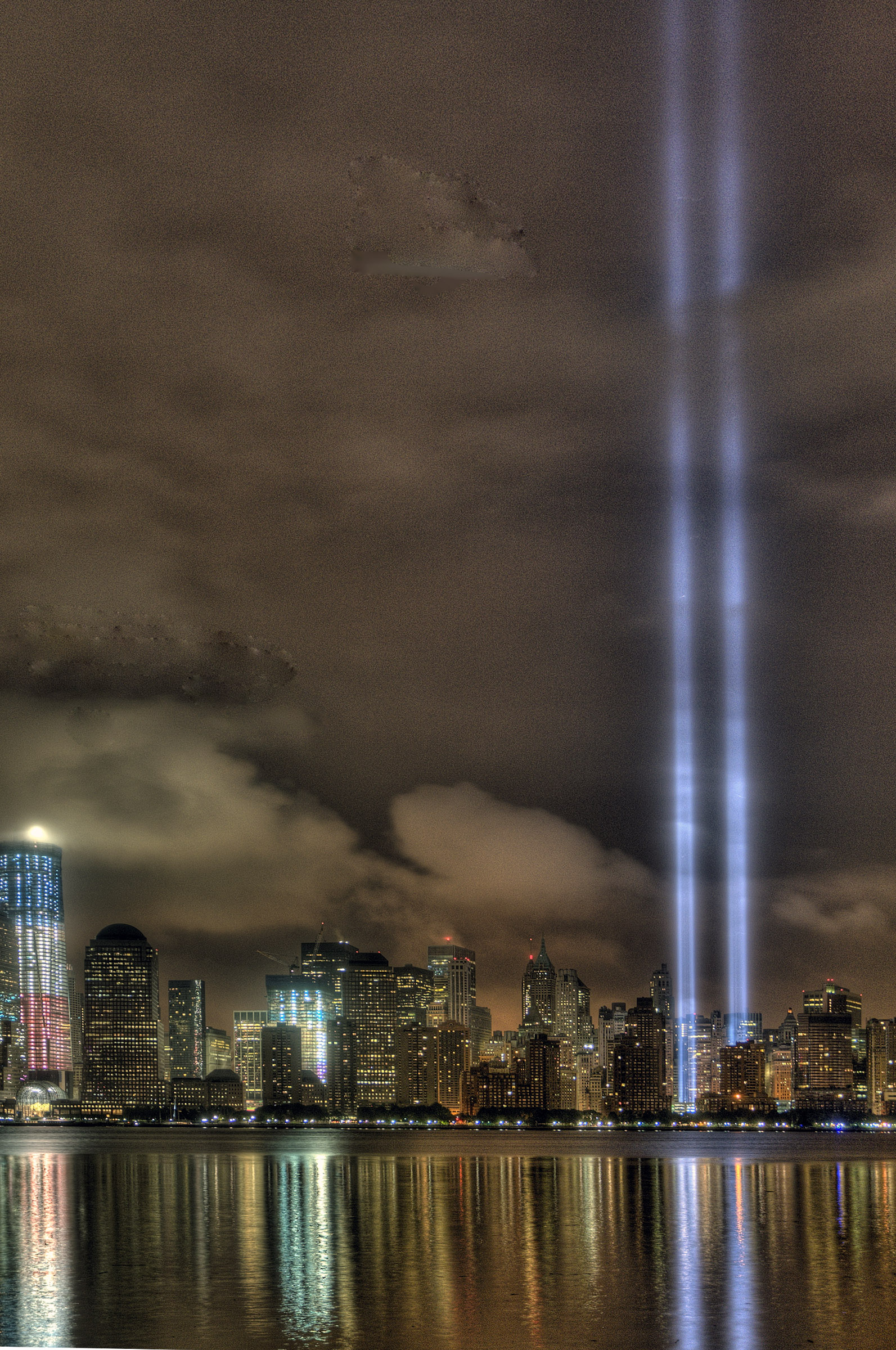
New-York, hommage lumineux au World Trade Center, 11 septembre 2011.

D’autres trajectoires peuvent cependant témoigner d’autres préoccupations, par l’évocation de monuments disparus, comme l'Hommage lumineux régulièrement rendu à New York pour commémorer les Attentats du 11 septembre 2001, ou en pointant l’invisibilisation du cadre quotidien par l’habitude, comme peuvent en témoigner certains travaux de Christo et Jeanne-Claude par exemple.

## Caractéristiques
Dans leur diversité, les contre-monuments peuvent présenter un certain nombre de caractéristiques communes relatives à leur sujet, leur forme, leur site d'installation, l'expérience qu'ils proposent au public et leur signification.
Si le monument traditionnel est directif et glorifie une personne, un événement, une époque ou une idéologie, le contre-monument se réfère à leur côté obscur, au paradoxal, au non-dit.
Les formes du contre-monumentalisme s’opposent souvent radicalement à celle de la monumentalité conventionnelle, notamment en termes de conception, de taille, de matériaux, de durée…
À la mise en scène glorieuse du monument traditionnel, l’inscription dans le paysage (urbain ou autre) de l’anti-monumentalité emprunte et privilégie souvent les chemins du quotidien, du détour urbain et de la surprise nonchalante. Sa topographie est celle du coin de la rue plus que de la colline sacrée.
La surprise, le questionnement et la mise en doute remplacent la distance, la solennité et la déférence imposée par le monument traditionnel.
Le didactisme comminatoire du monument et la propagande s’effacent devant le geste polysémique, paradoxal et parfois même abstrait du contre-monument.

## Typologie
Dans Une absence présente, Figures de l'image mémorielle, l’article « L'Anti-monumentalité contemporaine. Une ébauche de typologie » du philosophe Andrea Pinotti permet d’embrasser de façon au moins liminaire et provisoire, les modalités d’interventions et d’expression du Contre-monumentalisme. Il y distingue notamment l’absence, la couverture, l’enfouissement, le transitoire, l’immatériel et l'abstraction.
À l'avenir, on peut imaginer que de nouvelles technologies et de nouvelles formes d'expression publique (comme la réalité virtuelle) alimentent et élargissent cette typologie.

### L'absence

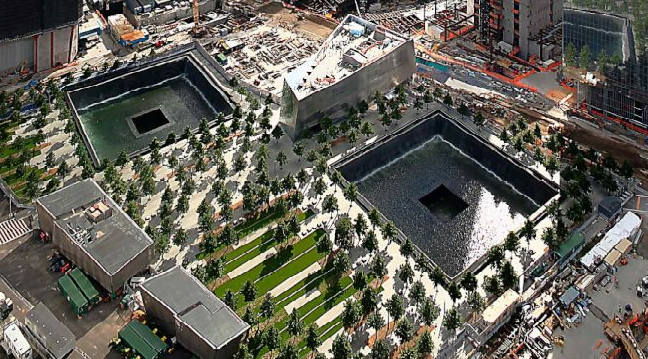
Reflecting Absence, le Mémorial du 11 Septembre avec ses deux bassins en juin 2012.

Imaginé par l'architecte israélo-américain Michael Arad (en) à l'occasion du concours d'architecture lancé en 2003 pour la création d'un Mémorial du 11 Septembre de New York, le projet Reflecting Absence a été terminé et ouvert au public le 11 septembre 2011. Il est principalement constitué par l'empreinte, formant deux bassins aquatiques, des deux tours détruites.

### La couverture
Comme celui du Pont Neuf à Paris, L'Emballage du Reichstag (23 juin au 7 juillet 1995) par Christo et Jeanne-Claude confère provisoirement au monument berlinois une présence sublimée.
L'œuvre provoque de vives polémiques en Allemagne : le chancelier Helmut Kohl considère que le projet est une atteinte à  la dignité historique du site et s'y oppose avec détermination, alors que la présidente du Parlement y est favorable. Tandis qu'un député pointe précisément l'indifférence de la population à l'égard de l'édifice, d'autres (comme Alliance 90 / Les Verts allemands) y voient « une occasion de revivre ce site ambivalent de l'histoire allemande ».

### L'enfouissement

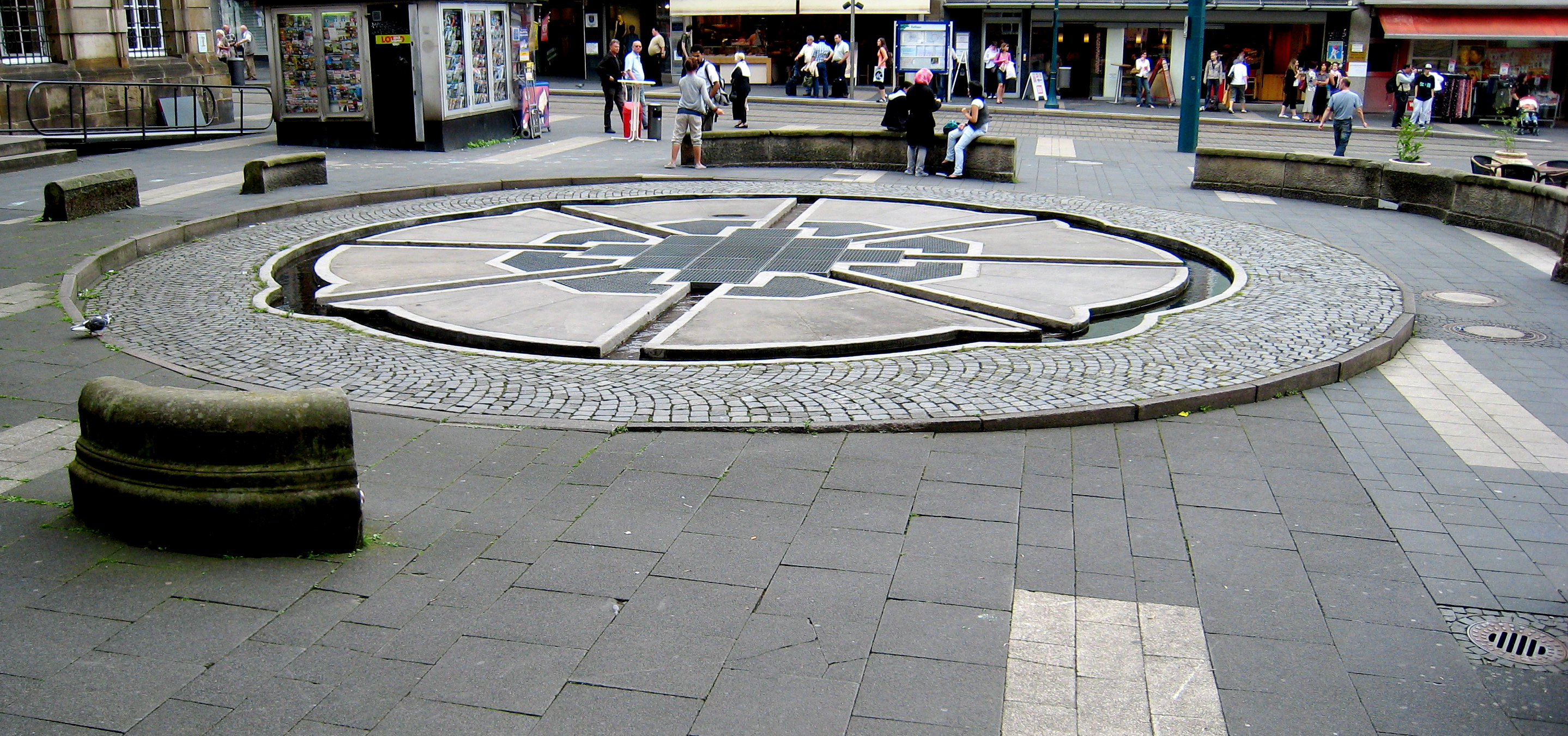
Symétrique de la fontaine originale, l'œuvre de Horst Hoheisel s'enfonce dans le sol de Cassel.

Les national-socialistes avaient, en 1939, détruit la fontaine offerte par l'industriel juif Sigmund Aschrott à la ville de Cassel, en Allemagne.  En 1987, l'artiste Horst Hoheisel l'a repensée en l'inversant : la réplique de la fontaine Aschrott ne se dresse plus au-dessus de la place de l'hôtel de ville mais s'enfonce dans le sol pour marquer l'absence des victimes du nazisme qu'elle commémore.

### Le transitoire

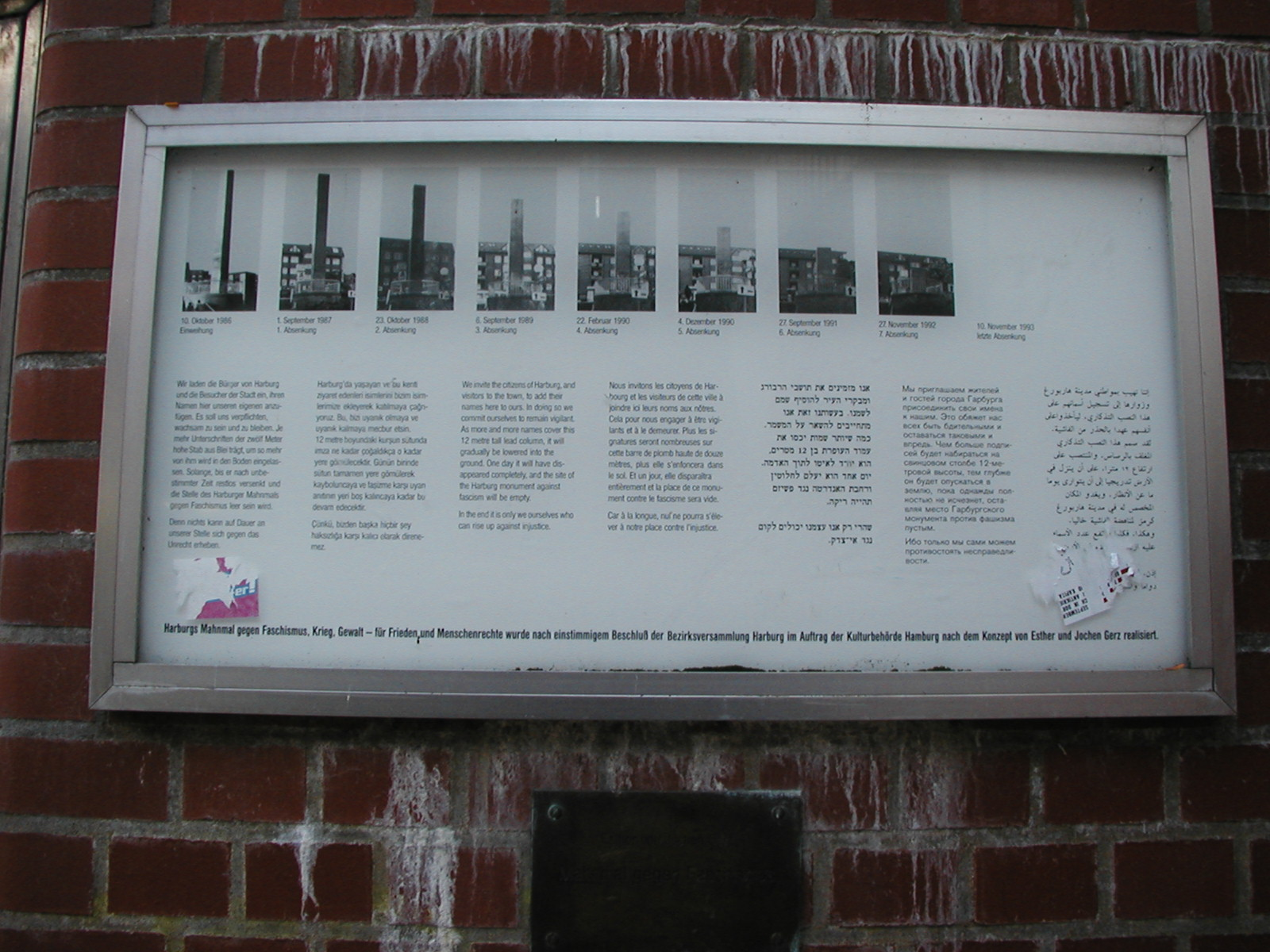
Créée en 1986 la colonne de Gerz s'est enfoncé dans le sol petit à petit recouverte de signatures et de tags. En 1993, elle était complètement enterrée.

À Hambourg, le Monument contre le fascisme de Jochen Gerz et Esther Shalev-Gerz est une colonne sur laquelle les passants étaient invités à apposer leur signature. De 1986 et 1993, petit à petit au fur et à mesure que l'espace disponible se remplissait, elle s'enfonçait dans le sol pour offrir des surfaces vierges. En novembre 1993, elle était totalement recouverte de noms et enterrée.

### L’immatériel
L'art conceptuel apparaît dans la seconde moitié du XXe siècle et consiste à privilégier l'évocation d'une idée par l’œuvre aux dépens de son esthétique. Cette idée, née dès la fin du XIXe siècle, est poussée à l'extrême par les artistes conceptuels pour qui l’œuvre garde la même valeur, qu'elle soit réalisée ou non et qu'elle soit réalisée par un artiste ou non. Ce courant artistique va donc jusqu'à encourager l'immatérialité de la sculpture. Un artiste comme Salvatore Garau avec Io Sono (2020) et Bouddha en contemplation (2021), exposés à Milan, rompt avec la monumentalité conventionnelle en inscrivant des sculptures immatérielles dans l'espace public.